# Rái cá cổ đốm
Rái cá cổ đốm (danh pháp hai phần: Hydrictis maculicollis) là một loài động vật có vú trong họ Chồn, bộ Ăn thịt. Loài này được Lichtenstein mô tả năm 1835.

## Hình ảnh

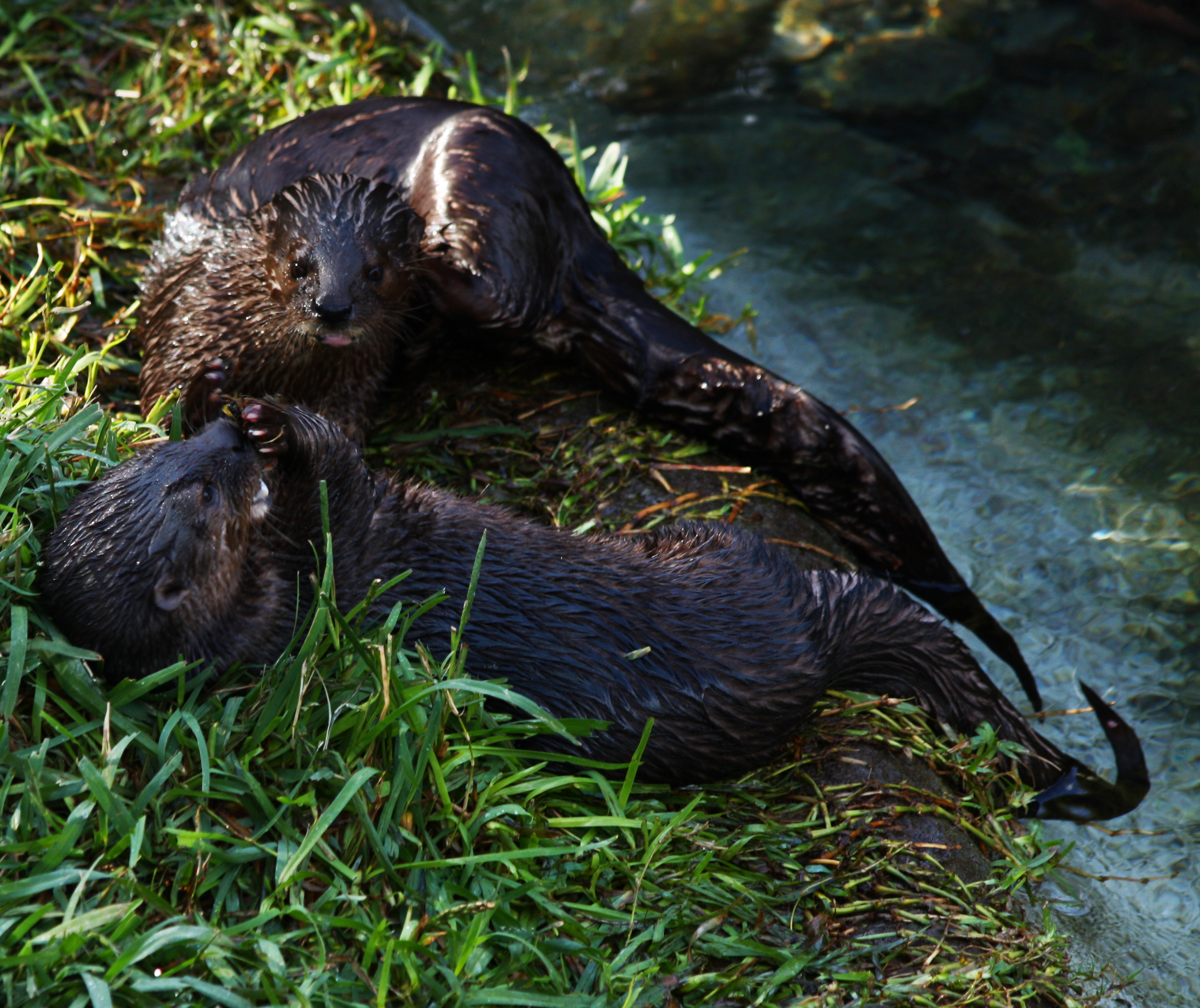
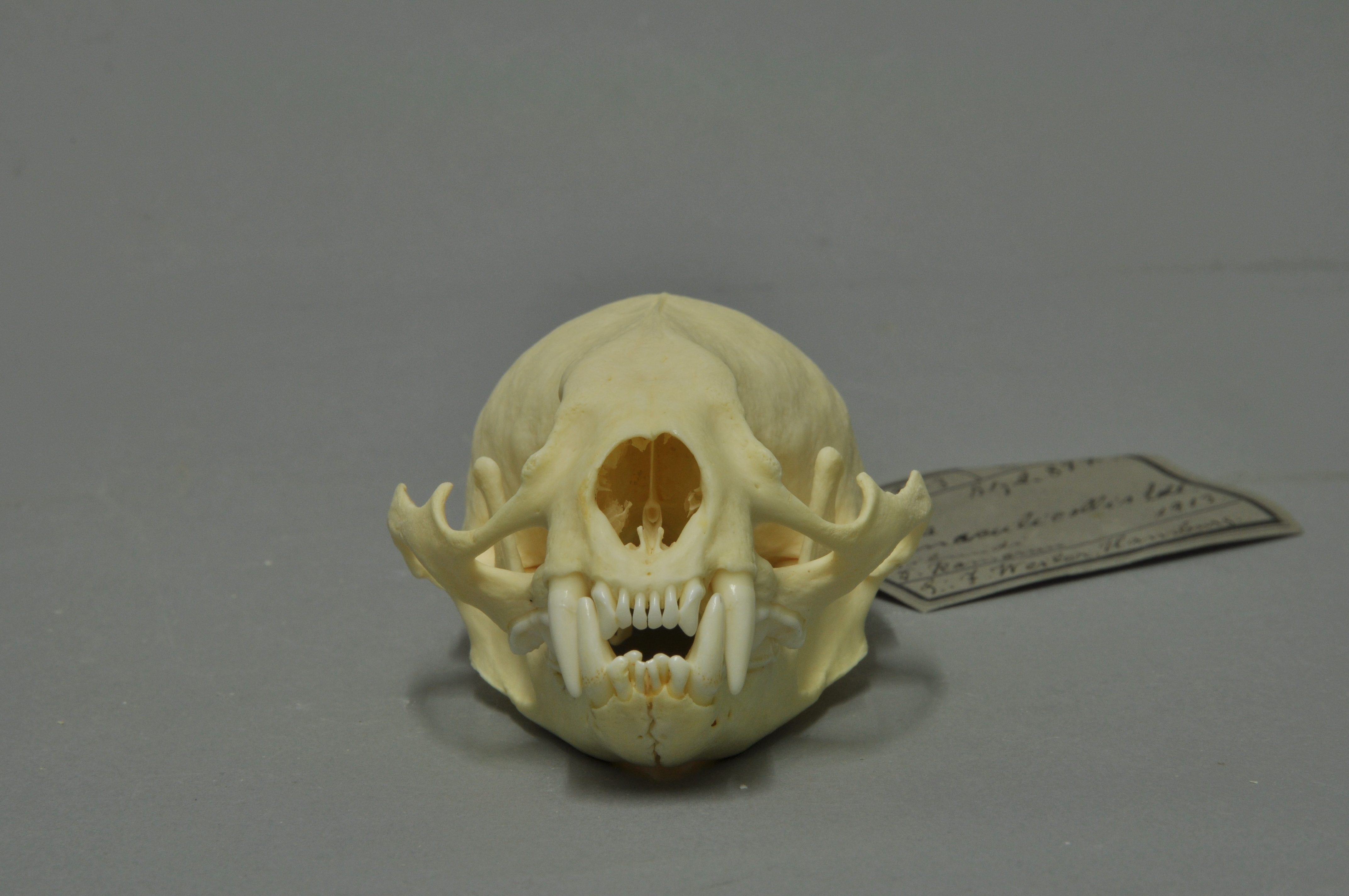
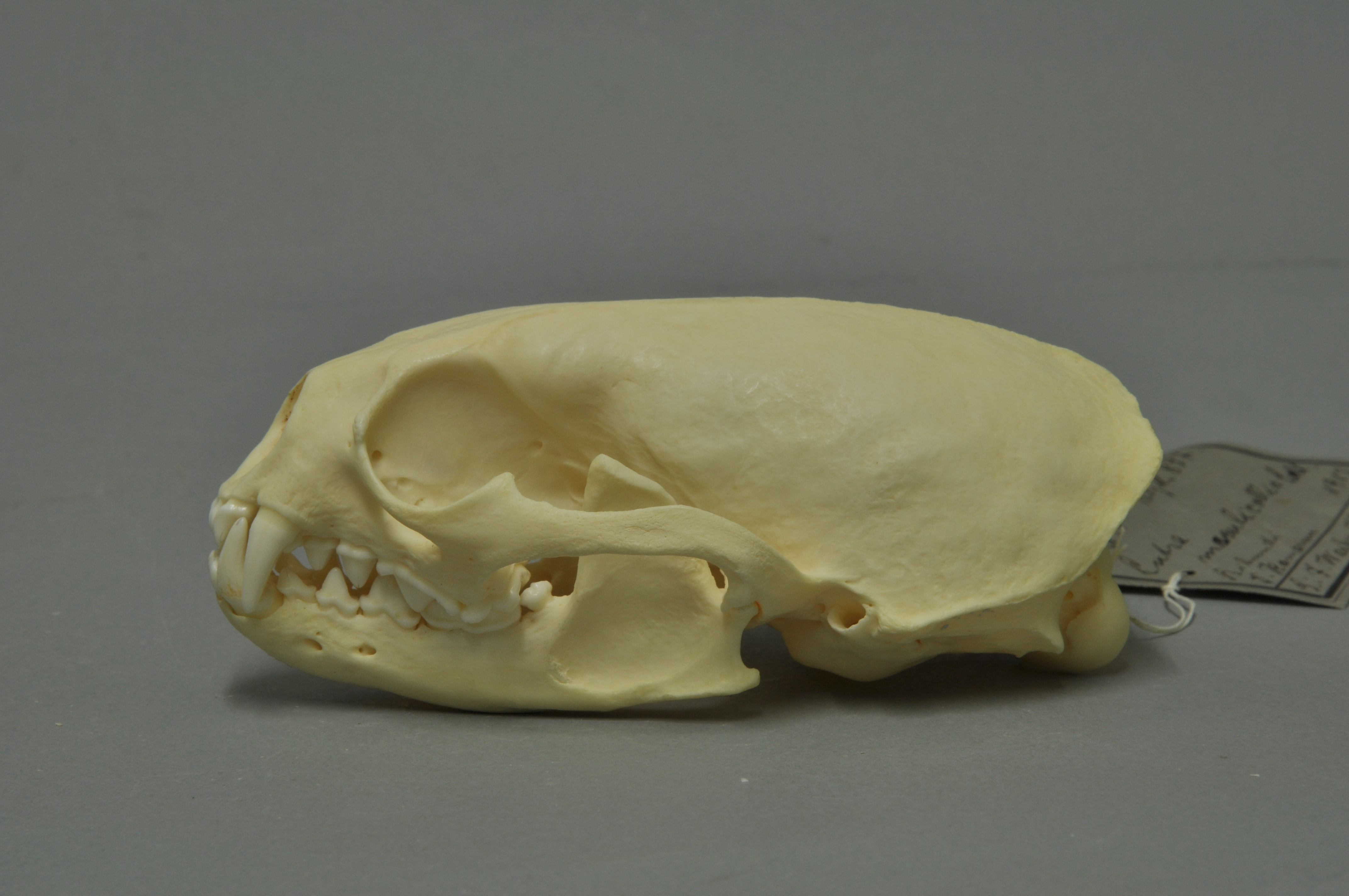
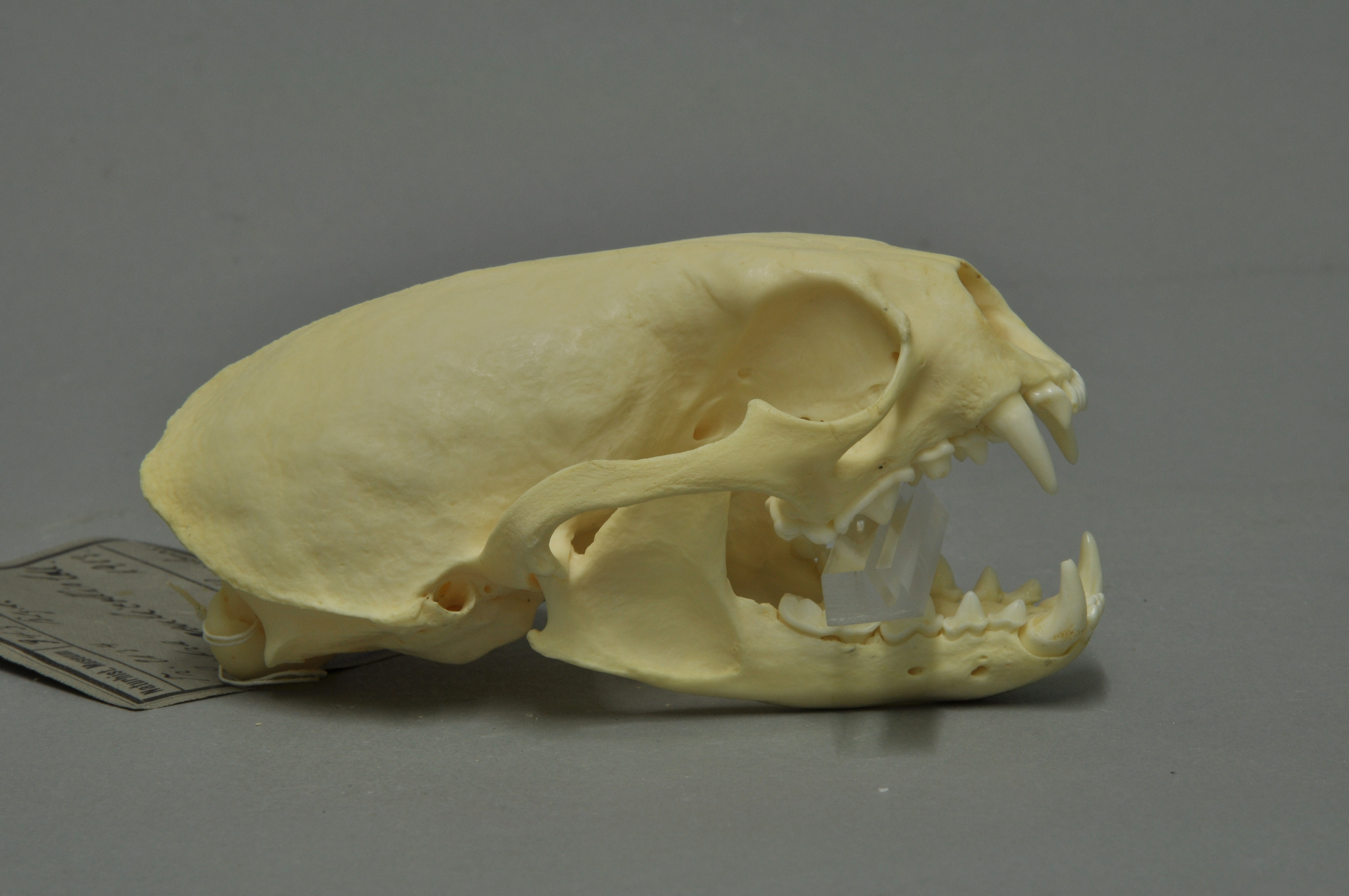